# Bernard Marx
Bernard Marx es un personaje de la obra Un mundo feliz de Aldous Huxley.
Pertenece a la casta Alfa-Más, pero posee características diferentes a la del resto de las personas que pertenecen a esta. Bernard era ocho centímetros más bajo que el patrón envasado; rumorean que un operario creyó que era un Gamma y puso alcohol en su ración de sucedáneo de la sangre, pero en el libro se indica que no es cierto y que simplemente es un rumor que justifica este defecto:

¡no, no era cierto lo que se contaba de Bernard!
 Pag. 119

Por ello, influido por la exclusión que le causaba sus diferencias físicas, Bernard era un hombre inseguro, que tenía miedo a enfrentarse a las personas debido a que todas las personas, fueran buenas o malas con él, lo hacían sentirse mal o al menos eso pensaba.

Y, sin embargo, el muchacho no había tenido mala intención. Lo cual, en cierta manera, empeoraba aún más las cosas. Los que le querían bien se comportaban lo mismo que los que se querían mal. Hasta Lenina le hacía sufrir. Bernard recordaba aquellas semanas de tímida indecisión, durante las cuales había esperado, deseado o desesperado de tener jamás el valor suficiente para declarársele.
 Pag. 65

En Un mundo feliz Bernard es considerado un traidor, porque traicionó la confianza que el interventor puso en él con sus opiniones heréticas. Bernard había dejado de obedecer el Fordismo, tenía una escandalosa vida sexual (por ser demasiado casto) y se reveló como enemigo de la sociedad al conspirar contra el orden y la estabilidad.
Otra interpretación de la obra indica que Bernard más que un traidor y un enemigo de la sociedad, era un hombre que buscaba de manera desesperada poder ser parte de esta y sentirse incluido, ya que a raíz de su corta estatura se sabía muy diferente y apartado. Es por esto que llevó al salvaje John a la ciudad con él, porque de ese modo la gente le tendría respeto. Como cuando se enfurece con John por dejarlo mal parado frente a toda la gente que había convidado a una fiesta para presentarles al salvaje. Y por eso le aterrorizaba la idea de que lo expulsaran a un país lejano como castigo por su supuesta traición.
- Datos: Q8246778